# Shuto Okaniwa
Shuto Okaniwa (岡庭 愁人 Okaniwa Shuto?), född 16 september 1999 i Saitama prefektur, är en japansk fotbollsspelare.
Okaniwa började sin karriär 2016 i FC Tokyo.